# George Thomas Staunton
George Thomas Staunton, baronete (perto de Salisbury, Inglaterra, 26 de maio de 1781 – Londres, 10 de agosto de 1859) foi um explorador e orientalista britânico.

## Biografia
Era filho de  Sir George Leonard Staunton (1737-1801), primeiro baronete, diplomata e orientalista.  George Thomas acompanhou seu pai em  1792, então secretário do Lorde  George Macartney (1737-1806), numa missão para a China. Durante esta viagem que durou três anos, adquiriu um bom conhecimento de chinês.  Em  1798, foi designado como  escritor , depois como chefe,  na Companhia Inglesa das Índias Orientais, numa fábrica  em Guangzhou, Cantão.
Em 1805, traduziu um trabalho do  Dr. George Pearson (1751-1828) que contribuiu para a introdução da vacinação na China.  Em 1816,  participou como segundo comissário, numa missão especial para Pequim com  o lorde  William Amherst (1773-1857) e Sir Henry Ellis (1777-1869).
Entre 1818 e 1852 foi membro do Parlamento por diversos distritos ingleses e, por último, por Portsmouth.  Foi membro  do "Comitê das Índias Orientais" e, em 1823, com  Henry Thomas Colebrooke (1765-1837), fundou a Sociedade Real Asiática.

## Obras
Suas publicações incluem:
- Traduções do Grande Código Legal Qing, conhecido como Fundamental Laws of China (Leis Fundamentais da China) (1810)[1]
- Narrative of the Chinese Embassy to the Khan of the Tourgouth Tartars (Narrativa da Embaixada da China ao Khan dos Tártaros de Tourgouth) (1821);
- Miscellaneous Notices Relating to China and our Commercial Intercourse with that Country (Avisos diversos relativos à China e nossas relações comerciais com esse país) (1822);
- Notes of Proceedings and Occurrences during the British Embassy to Peking (Notas de procedimentos e ocorrências durante a Embaixada Britânica em Pequim) (1824);
- Observations on our Chinese Commerce (Observações sobre nosso comércio chinês) (1850).

- González de Mendoza, Juan (1970).  Staunton, Sir George Thomas, ed. The History of the Great and Mighty Kingdom of China and the Situation Thereof, Volume 1. Compiled by Juan González de Mendoza, Sir George Thomas Staunton Contributor Sir George Thomas Staunton reprint ed. [S.l.]: B. Franklin. ISBN 0833723618. Consultado em 24 de abril de 2014